# Patrik Hellebrand
Patrik Hellebrand (Uherské Hradiště, 16 maggio 1999) è un calciatore ceco, centrocampista del Górnik Zabrze.

## Caratteristiche tecniche
È un centrocampista offensivo.

## Carriera
Cresciuto nel settore giovanile dello Trinity Zlín, ha esordito in prima squadra il 20 maggio 2017 disputando l'incontro del campionato ceco perso 1-0 contro il Dukla Praga.

## Statistiche
Statistiche aggiornate al 12 marzo 2020.

### Presenze e reti nei club
| Stagione        | Squadra         | Campionato      | Campionato | Campionato | Coppe nazionali | Coppe nazionali | Coppe nazionali | Coppe continentali | Coppe continentali | Coppe continentali | Altre coppe | Altre coppe | Altre coppe | Totale | Totale | Totale |
| Stagione        | Squadra         | Comp            | Pres       | Reti       | Comp            | Pres            | Reti            | Comp               | Pres               | Reti               | Comp        | Pres        | Reti        | Pres   | Reti   |        |
| --------------- | --------------- | --------------- | ---------- | ---------- | --------------- | --------------- | --------------- | ------------------ | ------------------ | ------------------ | ----------- | ----------- | ----------- | ------ | ------ | ------ |
| 2016-2017       | Trinity Zlín    | 1L              | 1          | 0          | CRC             | 0               | 0               |                    | -                  | -                  |             | -           | -           | 1      | 0      |        |
| 2017-2018       | Slovácko        | 1L              | 6          | 0          | CRC             | 1               | 0               |                    | -                  | -                  |             | -           | -           | 7      | 0      |        |
| 2018-2019       | Slovácko        | 1L              | 5          | 0          | CRC             | 1               | 0               |                    | -                  | -                  |             | -           | -           | 6      | 0      |        |
| 2019-gen. 2020  | Slovácko        | 1L              | 11         | 1          | CRC             | 2               | 0               |                    | -                  | -                  |             | -           | -           | 13     | 1      |        |
| gen.-giu. 2020  | Slavia Praga    | 1L              | 2          | 0          | CRC             | 0               | 0               |                    | -                  | -                  |             | -           | -           | 2      | 0      |        |
| Totale carriera | Totale carriera | Totale carriera | 25         | 1          |                 | 4               | 0               |                    | -                  | -                  |             | -           | -           | 29     | 1      |        |